# FINA Water Polo World League 2008 (femminile)
La 5ª edizione femminile della World League di pallanuoto, organizzata dalla FINA, si è svolta tra il 20 maggio ed il 15 giugno 2007.
Hanno preso parte alle qualificazioni 9 formazioni, sei delle quali hanno conquistato l'accesso alla Super Final, disputatasi per la prima volta in Spagna, a Santa Cruz de Tenerife.

## Turno di qualificazione

### Americhe
- Stati Uniti e  Canada qualificate senza disputare alcun torneo.

### Asia/Oceania
- Tianjin,  Cina

|    | Squadra   | Pti | G | V | VR | PR | P | GF | GS | Diff |
| -- | --------- | --- | - | - | -- | -- | - | -- | -- | ---- |
| 1. | Australia | 16  | 6 | 4 | 2  | 0  | 0 | 88 | 28 | +60  |
| 2. | Cina      | 14  | 6 | 4 | 0  | 2  | 0 | 92 | 32 | +60  |
| 3. | Giappone  | 6   | 6 | 2 | 0  | 0  | 4 | 38 | 95 | -57  |
| 4. | Cina B    | 0   | 6 | 0 | 0  | 0  | 6 | 29 | 92 | -63  |

- 20 maggio

| Cina      | 23 - 5 | Giappone |
| Australia | 21 - 4 | Cina B   |

- 21 maggio

| Giappone  | 11 - 6               | Cina B |
| Australia | 11 - 9 rig (tr: 7-7) | Cina   |

- 22 maggio

| Cina      | 16 - 4 | Cina B   |
| Australia | 17 - 4 | Giappone |

- 23 maggio

| Giappone | 4 - 21 | Cina      |
| Cina B   | 2 - 16 | Australia |

- 24 maggio

| Cina B | 9 - 11                | Giappone  |
| Cina   | 10 - 11 rig (tr: 8-8) | Australia |

- 25 maggio

| Cina B   | 4 - 17 | Cina      |
| Giappone | 3 - 19 | Australia |

### Europa
|    | Squadra | Pti | G | V | VR | PR | P | GF | GS | Diff |
| -- | ------- | --- | - | - | -- | -- | - | -- | -- | ---- |
| 1. | Russia  | 18  | 6 | 6 | 0  | 0  | 0 | 69 | 38 | +31  |
| 2. | Grecia  | 12  | 6 | 4 | 0  | 0  | 2 | 56 | 52 | +4   |
| 3. | Spagna  | 4   | 6 | 1 | 0  | 1  | 4 | 55 | 76 | -21  |
| 4. | Italia  | 2   | 6 | 0 | 1  | 0  | 5 | 45 | 59 | -14  |

- Siracusa,  Italia
- 23 maggio

| Russia | 8 - 7       | Grecia |
| Italia | 15 - 13 rig | Spagna |

- 24 maggio

| Russia | 11 - 8 | Spagna |
| Italia | 8 - 9  | Grecia |

- 25 maggio

| Grecia | 11 - 6 | Spagna |
| Italia | 6 - 13 | Russia |

- Atene,  Grecia
- 30 maggio

| Grecia | 6 - 14 | Russia |
| Spagna | 10 - 7 | Italia |

- 31 maggio

| Spagna | 10 - 19 | Russia |
| Grecia | 10 - 8  | Italia |

- 1º giugno

| Spagna | 8 - 13 | Grecia |
| Russia | 4 - 1  | Italia |

## Super Final

### Fase preliminare
|    | Squadra     | Pti | G | V | VR | PR | P | GF | GS | Diff |
| -- | ----------- | --- | - | - | -- | -- | - | -- | -- | ---- |
| 1. | Stati Uniti | 15  | 5 | 5 | 0  | 0  | 0 | 49 | 37 | +12  |
| 2. | Russia      | 10  | 5 | 3 | 0  | 1  | 1 | 56 | 40 | +16  |
| 3. | Australia   | 8   | 5 | 2 | 1  | 0  | 2 | 46 | 42 | +4   |
| 4. | Canada      | 6   | 5 | 2 | 0  | 0  | 3 | 37 | 44 | -7   |
| 5. | Spagna      | 5   | 5 | 1 | 1  | 0  | 3 | 43 | 53 | -10  |
| 6. | Cina        | 1   | 5 | 0 | 0  | 1  | 4 | 35 | 46 | -11  |

- 10 giugno

| Stati Uniti | 10 - 9                 | Australia |
| Russia      | 15 - 7                 | Canada    |
| Spagna      | 10 - 9 (rig) (tr: 6-6) | Cina      |

- 11 giugno

| Stati Uniti | 10 - 6  | Russia |
| Australia   | 10 - 8  | Cina   |
| Spagna      | 12 - 10 | Canada |

- 12 giugno

| Canada      | 7 - 6  | Australia |
| Stati Uniti | 12 - 8 | Cina      |
| Russia      | 15 - 9 | Spagna    |

- 13 giugno

| Stati Uniti | 6 - 5  | Canada |
| Russia      | 10 - 8 | Cina   |
| Australia   | 11 - 7 | Spagna |

- 14 giugno

| Canada      | 8 - 5                    | Cina   |
| Australia   | 14 - 13(rig) (tr: 10-10) | Russia |
| Stati Uniti | 11 - 9                   | Spagna |

### Finali
- 15 giugno

#### 5º posto
| Spagna | 5 - 7 | Cina |

#### 3º posto
| Australia | 7 - 6 | Canada |

#### 1º posto
| Stati Uniti | 7 - 8 | Russia |

## Classifica finale
| Pos. | Squadra     |
| ---- | ----------- |
|      | Stati Uniti |
|      | Russia      |
|      | Australia   |
| 4    | Canada      |
| 5    | Cina        |
| 6    | Spagna      |

## Classifica marcatrici
|  | Gol | Marcatore          | Squadra   |
|  | --- | ------------------ | --------- |
|  | 15  | Pantjulina         | Russia    |
|  | 13  | Mari C. Garcia     | Spagna    |
|  | 12  | Gemma Beadsworth   | Australia |
|  | 11  | Natalia Shepelina  | Russia    |
|  | 9   | Gao Ao             | Cina      |
|  |     | Joelle Bekkazi     | Canada    |
|  |     | Nikita Cuffe       | Australia |
|  |     | Ona Flaque         | Spagna    |
|  |     | Anna Perarnau      | Spagna    |
|  |     | Alena Vylegzhanina | Russia    |